# Museum Alpin
Le Museum Alpin (en romanche ; en français : musée alpin ; en allemand : Alpinesmuseum) est un musée situé à Pontresina, commune de Haute-Engadine du canton des Grisons (Suisse).

## Histoire
Ce musée d'histoire locale, inauguré en juin 1986, est abrité dans une maison datant de 1716, la chesa Delnon, à l'architecture typique de la région. L'Union des guides suisses a été à l'initiative de la fondation du musée.

## Expositions
Les expositions sont consacrées à l'architecture paysanne de l'Engadine ; à une collection de livres du Club alpin suisse et à l'histoire de l'alpinisme et à une représentation de l'intérieur d'un refuge de montagne ; à l'histoire de la chasse dans les Grisons ; aux minéraux de l'Engadine et du monde, issus de la collection du docteur Ernst Sury ; à l'histoire régionale des mines et à une collection ornithologique d'espèces de Haute-Engadine, issue de la collection de M. Gian Saratz. De plus, des collections représentant la flore du Val Bernina sont présentées au public qui a aussi accès à des ressources multimédia.
Le musée est soutenu par l'association Pro Museum Alpin Pontresina.

## Source
- (de) Cet article est partiellement ou en totalité issu de l’article de Wikipédia en allemand intitulé « Museum Alpin » (voir la liste des auteurs).